# Carl Graeb
Carl Georg Anton Graeb (ur. 18 marca 1816 w Berlinie, zm. 8 kwietnia 1884 tamże) – niemiecki malarz.

## Życiorys
Carl Graeb po ukończeniu szkoły zaczął pracować w pracowni malarza dekoracji teatralnych Johanna Gresta (1792–1854) (potem ożenił się z jego córką), równocześnie studiując w Preußische Akademie der Künste. Uczył się malarstwa pejzażowego u Carla Blechena, a zasad perspektywy u Johanna Hummela.
Od 1838 roku zajmował się przygotowywaniem dekoracji w Königsstädtisches Theater w Berlinie. Zajmował się również malarstwem sztalugowym – w tym samym roku na uczelnianej wystawie zostały zaprezentowane dwa obrazy jego autorstwa przedstawiające krajobrazy tyrolskie namalowane z natury. Kolejne podróże do Szwajcarii i południowej Francji (1840), a następnie do Włoch (1843), zaowocowały kolejnymi licznymi pejzażami. W 1844 roku wrócił do pracowni teścia, pracował w niej do 1851 roku.
Obrazy Graeba cieszyły się dużym powodzeniem, na zamówienie króla Fryderyka Wilhelma i jego żony Elżbiety tworzył akwarele z widokami z parku i pałacu Sanssouci i zamku Stolzenfels. Tworzył też dekoracje wnętrz budynków, głównie kościołów, a także m.in. Nowego Muzeum w Berlinie. Część prac wykonywał wraz z synem Paulem Graebem (1842–1892).
W 1851 został malarzem nadwornym, w 1855 profesorem w Akademie der Künste, a w 1860 roku jej członkiem.
W 1855 roku Fryderyk Holenderski informował listownie Fryderyka Wilhelma, że zlecił Graebowi wykonanie serii akwareli dokumentujących park i zamek w Mużakowie. Liczba, ani miejsce pobytu tych obrazów nie były znane, uznano je za zaginione. Odnaleziono je dopiero na wiosnę 2018 roku w Mużakowie, gdzie przechowywane były dwie teczki z napisem Muskau, zawierające 75 akwareli autorstwa Carla Graeba.

## Galeria

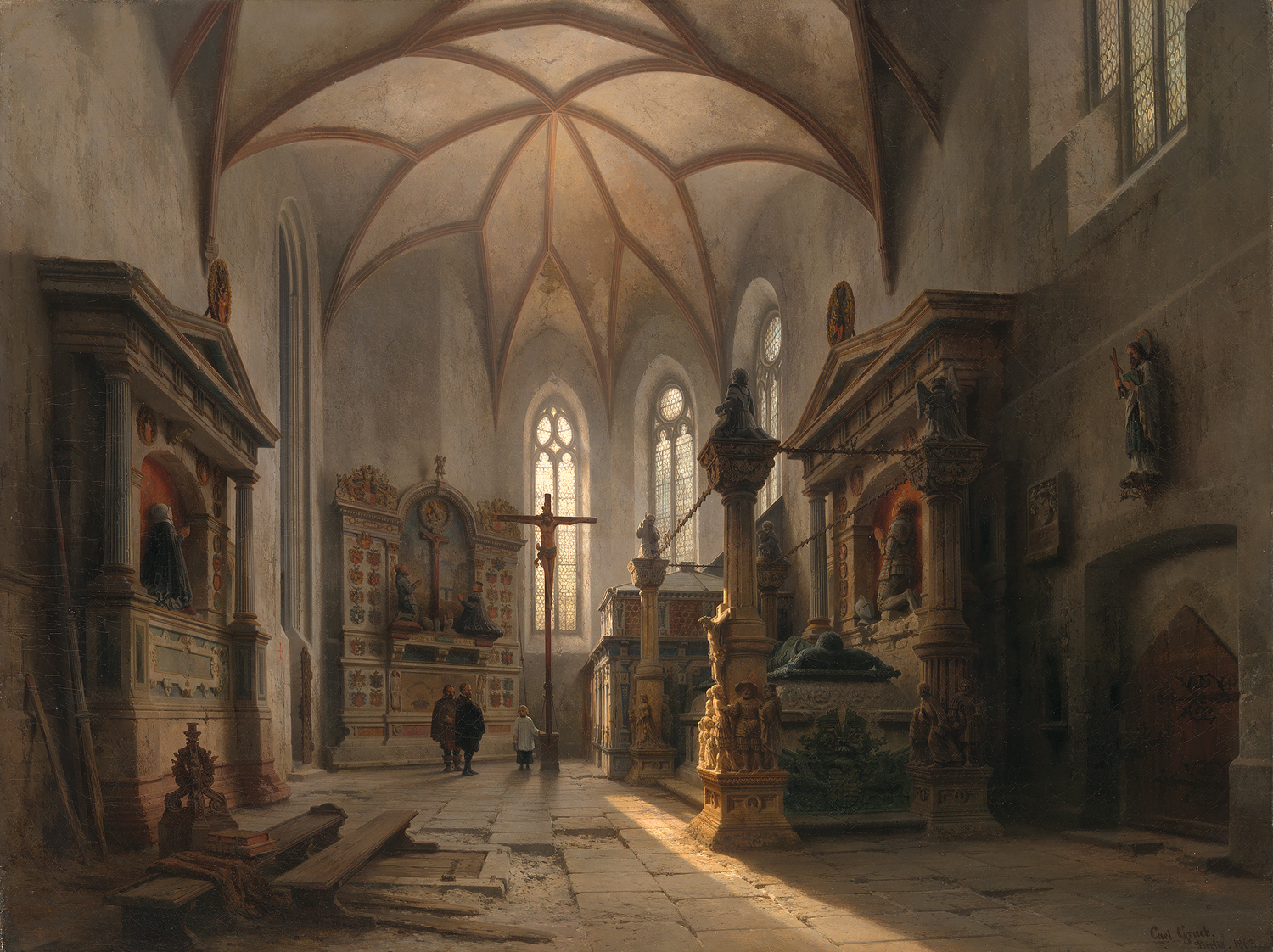
Kościół św. Andrzeja w pobliżu Eisleben (1863)
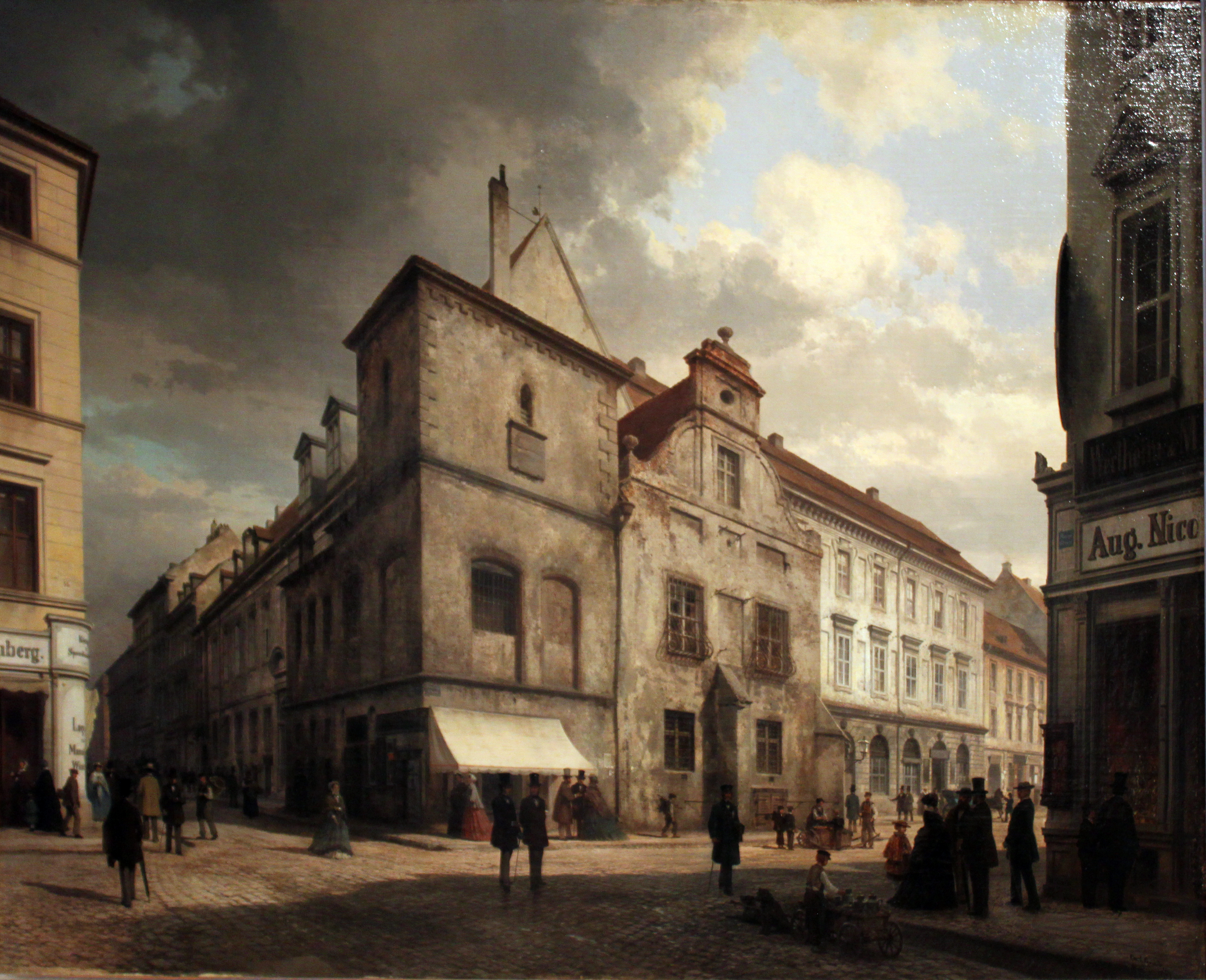
Stary ratusz w Berlinie (1867)
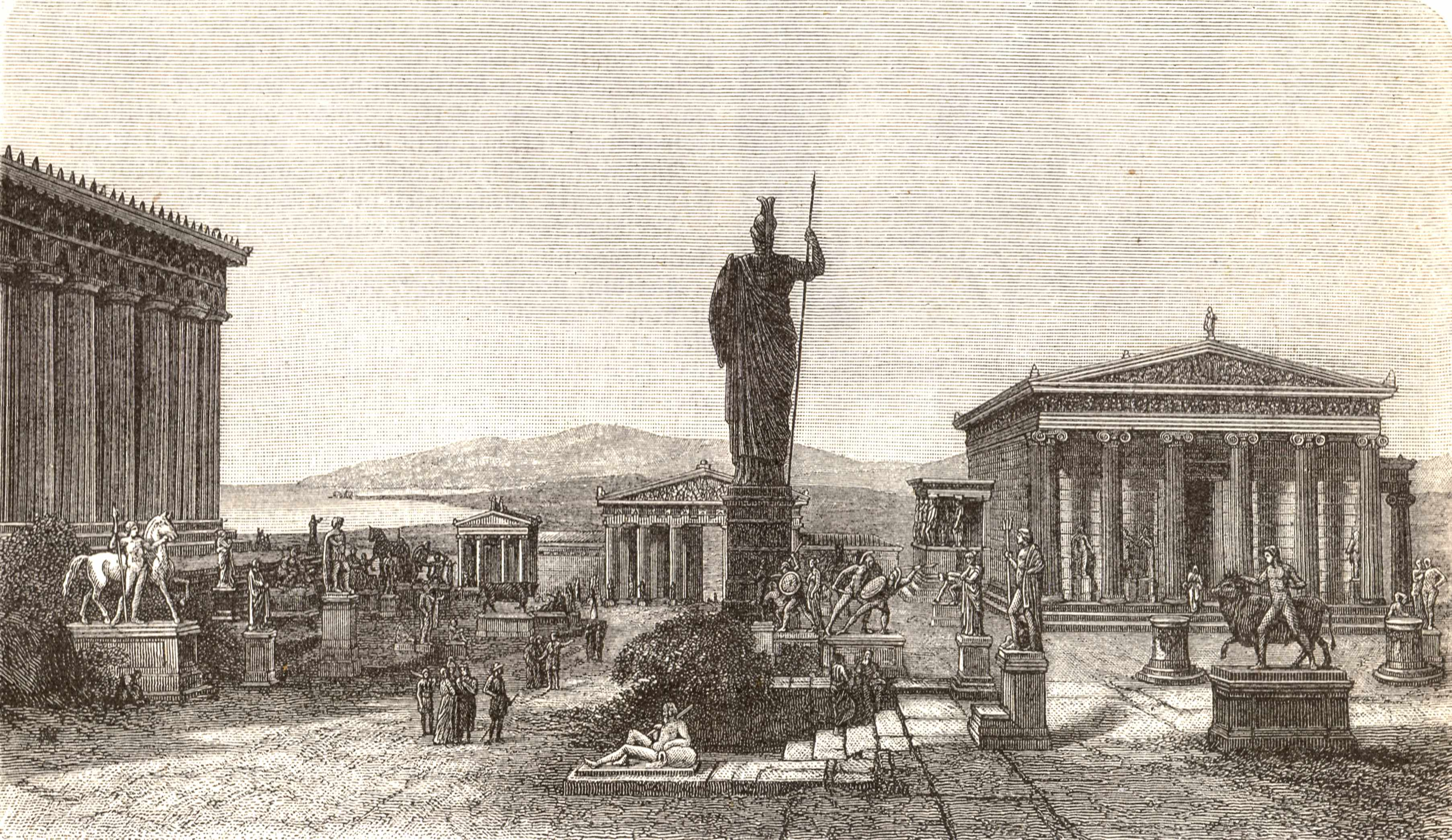
Akropol – malowidło ścienne w Nowym Muzeum
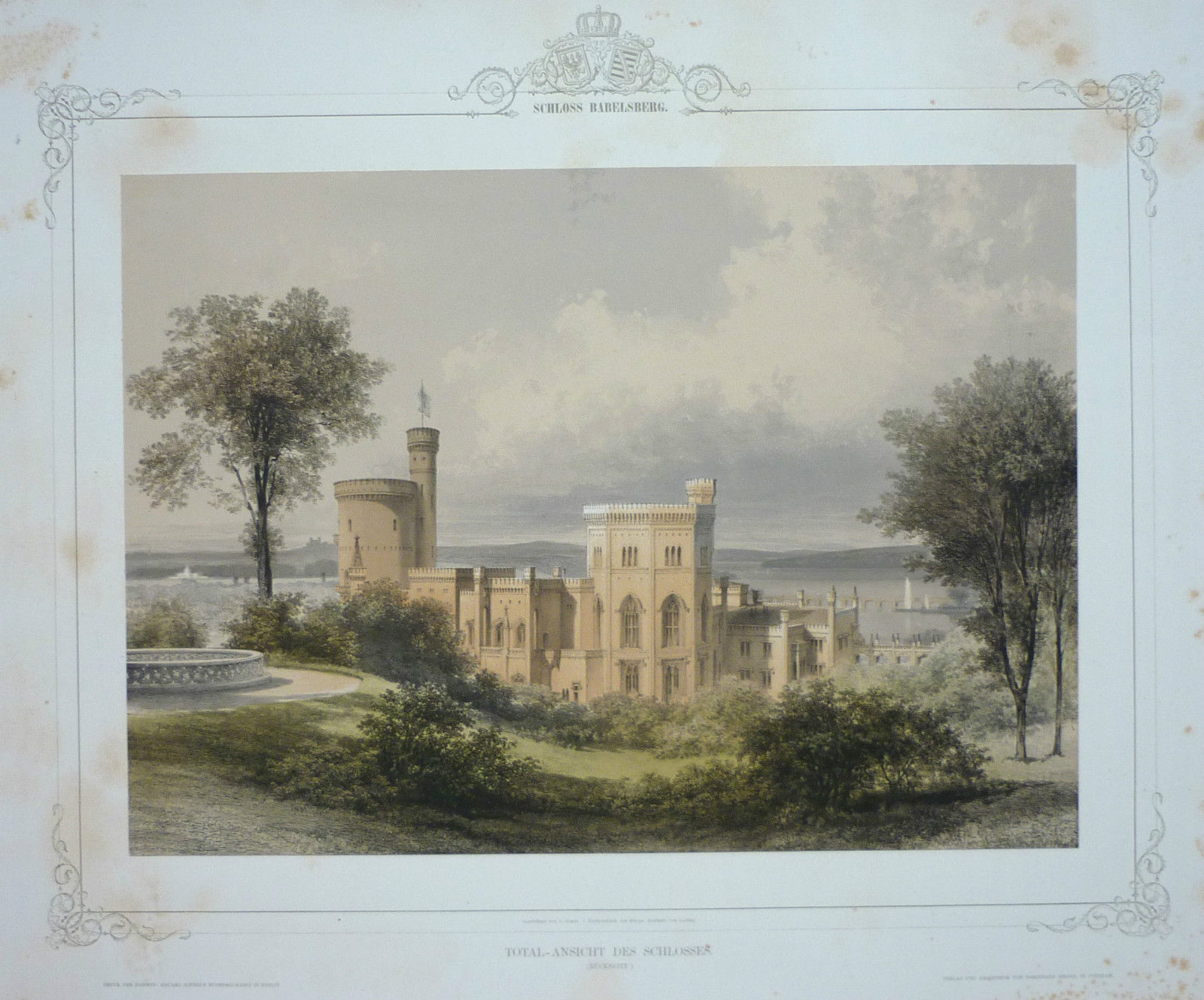
Pałac Babelsberg (1853)
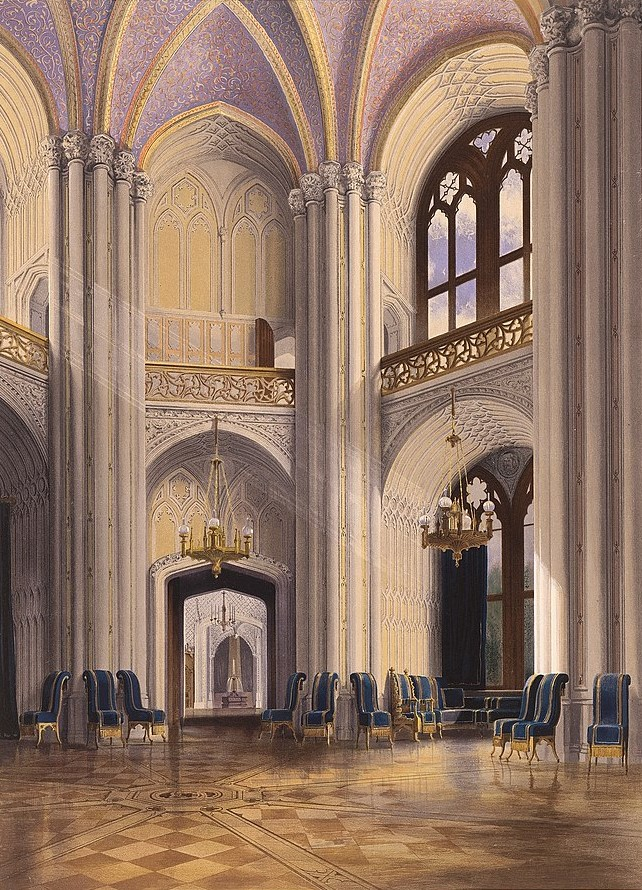
Sala taneczna w pałacu Babelsberg (1853)